# Кузіно
Кузіно (італ. Cusino) — муніципалітет в Італії, у регіоні Ломбардія, провінція Комо.
Кузіно розташоване на відстані близько 540 км на північний захід від Рима, 70 км на північ від Мілана, 29 км на північ від Комо.
Населення — 231 особа (2014).

## Демографія
Населення за роками:

Станом на 1 січня 2023 року в муніципалітеті офіційно проживало 9 іноземців з 3 країн, серед них 1 громадянин країн Євросоюзу та 6 громадян України.

## Сусідні муніципалітети
- Карлаццо
- Гарцено
- Грандола-ед-Уніті
- Сан-Бартоломео-Валь-Каварнья